# St. Joseph (Neustadtgödens)

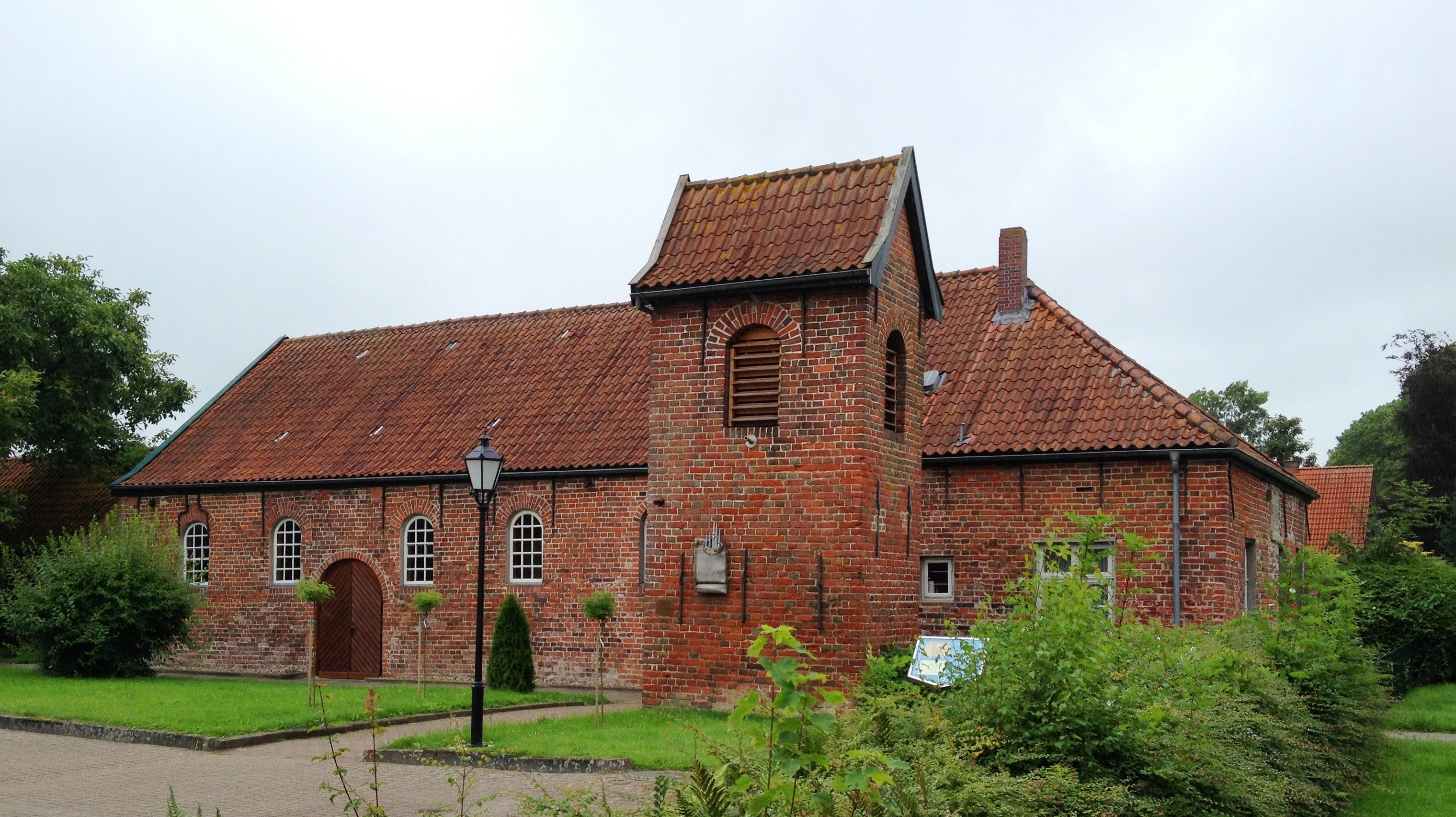
St. Joseph in Neustadtgödens

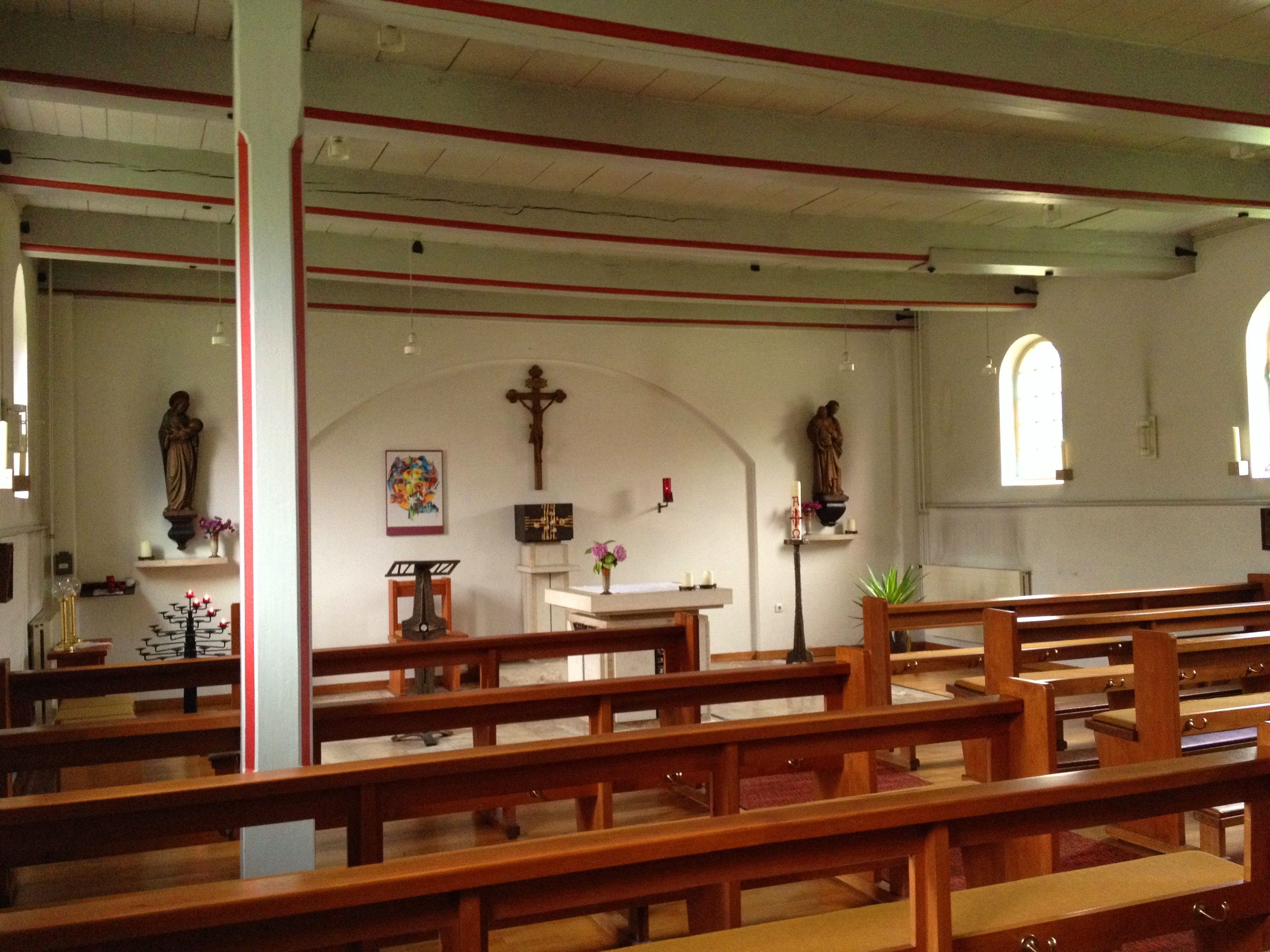
Innenraum

Die kleine katholische Pfarrkirche St. Joseph in Neustadtgödens, einem Ortsteil der Gemeinde Sande im Landkreis Friesland, ist die erste nach der Reformation in Ostfriesland gebaute katholische Kirche. Sie wurde 1715 geweiht. Heute gehört sie zur Pfarreiengemeinschaft Aurich-Wittmund-Wiesmoor-Neustadtgödens im Bistum Osnabrück.

## Geschichte
Ab den 1520er-Jahren setzte sich in Ostfriesland die Reformation durch, anfangs in lutherischer, später mehr und mehr in reformierter Prägung. Alle historischen Kirchen wurden protestantisch. Die Ausübung des katholischen Gottesdienstes war nur noch privat möglich.
Die Herrlichkeit Gödens kam 1574 durch Heirat in den Besitz eines Zweigs der westfälischen Adelsfamilie von Frydag. Franz Ico von Frydag heiratete 1639 die katholische Freifrau Margarethe Elisabeth von Westerholt. Noch im selben Jahr wurde im Schloss Gödens eine katholische Hauskapelle errichtet, 1692 eine Missionsstation in Neustadtgödens. Der ab 1544 durch Eindeichung und Neulandgewinnung entstandene Ort unterlag dem Pfarrzwang der reformierten Kirche in Dykhausen. Doch durften für die zugewanderten Arbeitskräfte auch eine mennonitische und eine lutherische Kirche sowie eine Synagoge gebaut werden – eine außergewöhnliche Situation im Zeitalter der landesherrlichen Religionshoheit.
Ermöglicht durch eine Stiftung der Rentmeisters-Witwe Johanna Sophia Breneisen geb. Hoyerbeck und gefördert durch Burchard Wilhelm von Frydag wurde 1715 das schlichte Kirchengebäude errichtet, das zugleich die Wohnung für den Geistlichen und Schulräume enthielt. Die Finanzierung ermöglichten überregionale Spendenaufrufe.
Die Pfarrer – anfangs Jesuiten, ab den 1710er-Jahren Franziskaner der Sächsischen Franziskanerprovinz (Saxonia) – hatten bis zum Zweiten Weltkrieg ein großes Gebiet im Umkreis von 10 Stunden zu Fuß im Osten Ostfrieslands und im Norden Oldenburgs unter Einschluss von Esens, Wittmund und Wiesmoor zu betreuen. Einer der Franziskaner wohnte bis zum Aussterben der katholischen Familie von Frydag 1748 auf Schloss Gödens, der andere in Neustadt bei der Kirche. 1768 umfasste die katholische Gemeinde rund 600 Seelen, in der Folgezeit wurde die Zahl etwas geringer. Der letzte Franziskaner war von 1808 bis zu seinem Tod 1822 Theodorich Wiedau, ihm folgten Weltpriester des Bistums Osnabrück. 1938 war Hermann Lange, einer der Lübecker Märtyrer, vertretungsweise Seelsorger an St. Joseph.
In Folge des Zustroms katholischer Heimatvertriebener wurden neue Kirchen gebaut und das Pfarreigebiet verkleinert. Seit 1983 gibt es für die derzeit etwa 600 zu St. Joseph gehörenden Katholiken keinen eigenen Pfarrer mehr.

## Baubeschreibung
Die nordsüdlich ausgerichtete Backstein-Kirche ist äußerlich nur durch den 8 m hohen, frei stehenden Glockenturm als Gotteshaus erkennbar. Das nördliche Drittel des Gebäudes mit rechteckigen Fenstern war Wohn- und Schulzwecken vorbehalten, der südliche Teil mit Rundbogenfenstern und -türen enthält den Kirchsaal, den eine flache Balkendecke überspannt.